# Oxycirrhites typus
El pez halcón de nariz larga (Oxycirrhites typus) es una especie de pez marino con aletas radiadas, un pez halcón perteneciente a la familia Cirrhitidae. Se encuentra en arrecifes tropicales del océano Índico y el océano Pacífico, donde se puede encontrar a profundidades de alrededor de 10 a 100 m. Prefiere las empinadas laderas exteriores de los arrecifes entre gorgonias y corales negros. Esta especie puede alcanzar 13 cm en longitud total. También se puede encontrar en el comercio de acuariofilia. Actualmente es el único miembro conocido de su género.

## Taxonomía
El pez halcón de nariz larga fue descrito formalmente por primera vez en 1857 por el ictiólogo holandés Pieter Bleeker, siendo la localidad tipo la isla Ambon en Indonesia. Bleeker lo colocó en el género monotípico Oxycirrhites. El nombre del género es un compuesto de oxy que significa "agudo" o "puntiagudo" y Cirrhites, una ortografía alternativa del género tipo de la familia Cirrhitidae, Cirrhitus. El nombre específico typus denota que es la especie tipo de su género.

## Descripción
El pez halcón de nariz larga se diferencia de todas las demás especies de peces halcón en su hocico alargado, cuya longitud se ajusta aproximadamente al doble de la longitud total de la cabeza. Los dientes caninos en las mandíbulas son de tamaño uniforme y son sólo ligeramente más grandes que la banda interna de dientes viliformes. La aleta dorsal contiene 10 espinas y 13 radios blandos, mientras que la aleta anal tiene 3 espinas y 7 radios blandos. Este pez alcanza una longitud total máxima de 13 cm. Hay un mechón de cirros en la punta de cada espina de la aleta dorsal. El color general del cuerpo es blanquecino cubierto con una cuadrícula de líneas horizontales y verticales rojas.

## Distribución y hábitat
El pez halcón de nariz larga tiene una amplia distribución en el Indopacífico. En el océano Índico se encuentra desde el mar Rojo, a lo largo de la costa del este de África, al sur hasta el norte de Mozambique y Madagascar, a través del océano Índico hasta el Pacífico, donde llega tan al este como las islas Hawaianas y las islas de la Sociedad en la Polinesia Francesa, al norte de Japón y al sur de Australia. En Australia, se encuentra desde el suroeste de la isla Barrow y en el arrecife Scott en Australia Occidental, el arrecife Ashmore en el mar de Timor y desde la isla Lizard al sur hasta el arrecife Escape en Queensland, además de estar presente en la isla Christmas y las islas Cocos (Keeling). En el océano Pacífico oriental se encuentra desde el extremo sur de Baja California y el centro del Golfo de California hacia el sur hasta Colombia, y en Revillagigedos, Galápagos, Cocos y Malpelo. Se produce a profundidades entre 10 y 100 m. Se encuentra en pendientes pronunciadas de arrecifes exteriores que están expuestas a fuertes corrientes, viviendo entre grandes gorgonias y corales negros.

## Biología
El pez halcón de nariz larga se alimenta de pequeños crustáceos bentónicos o planctónicos. Es una especie poco común o rara en la mayor parte de su área de distribución y es territorial. Son reproductores pelágicos que forman parejas monógamas distintas para reproducirse.

## Utilización
El pez halcón de nariz larga es común en el comercio de acuarios.

## Galería de imágenes

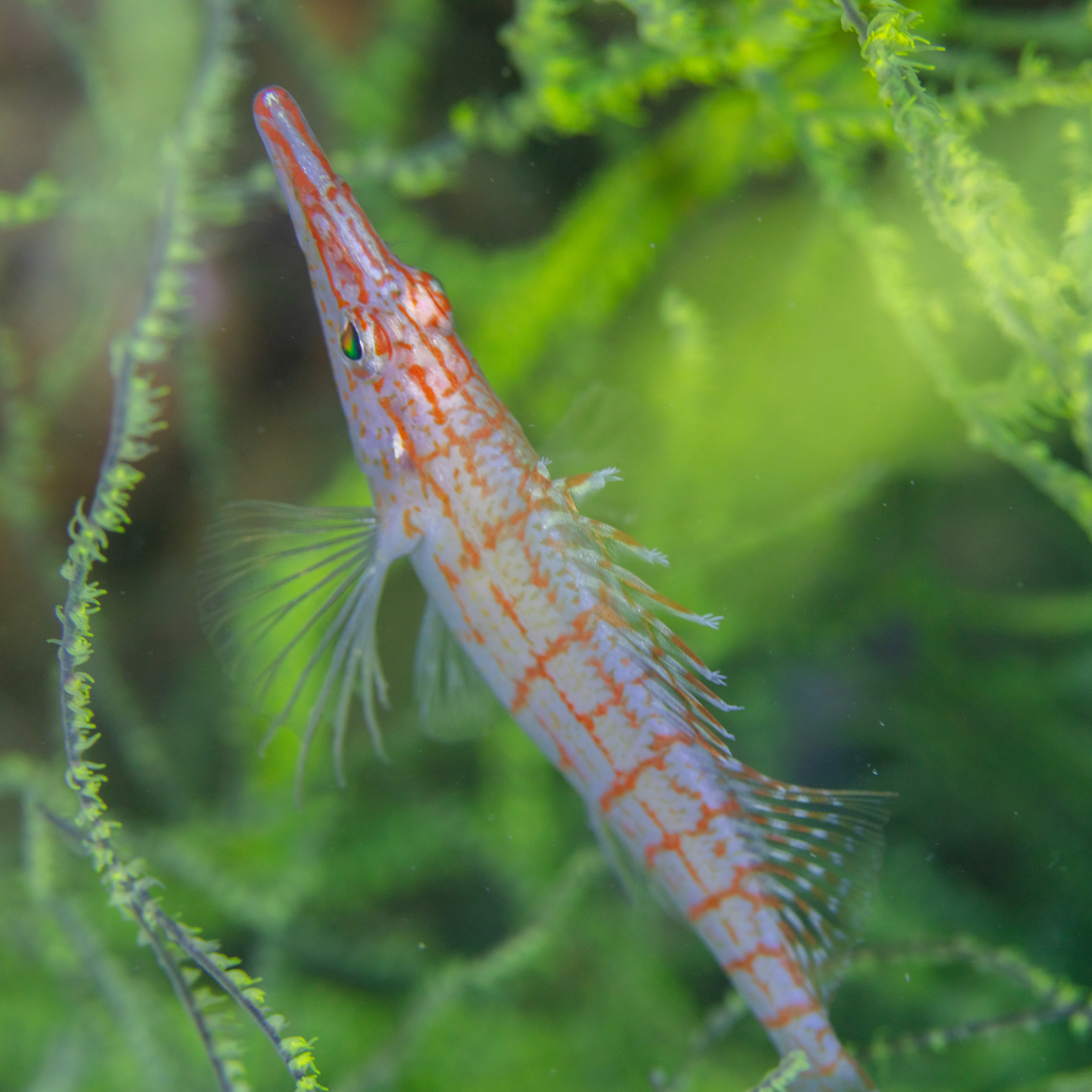
Ejemplar en Baja California, México.
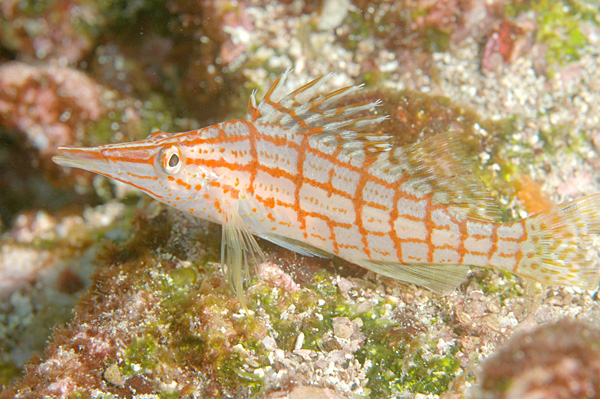
Ejemplar de las Islas Galápagos, Ecuador.
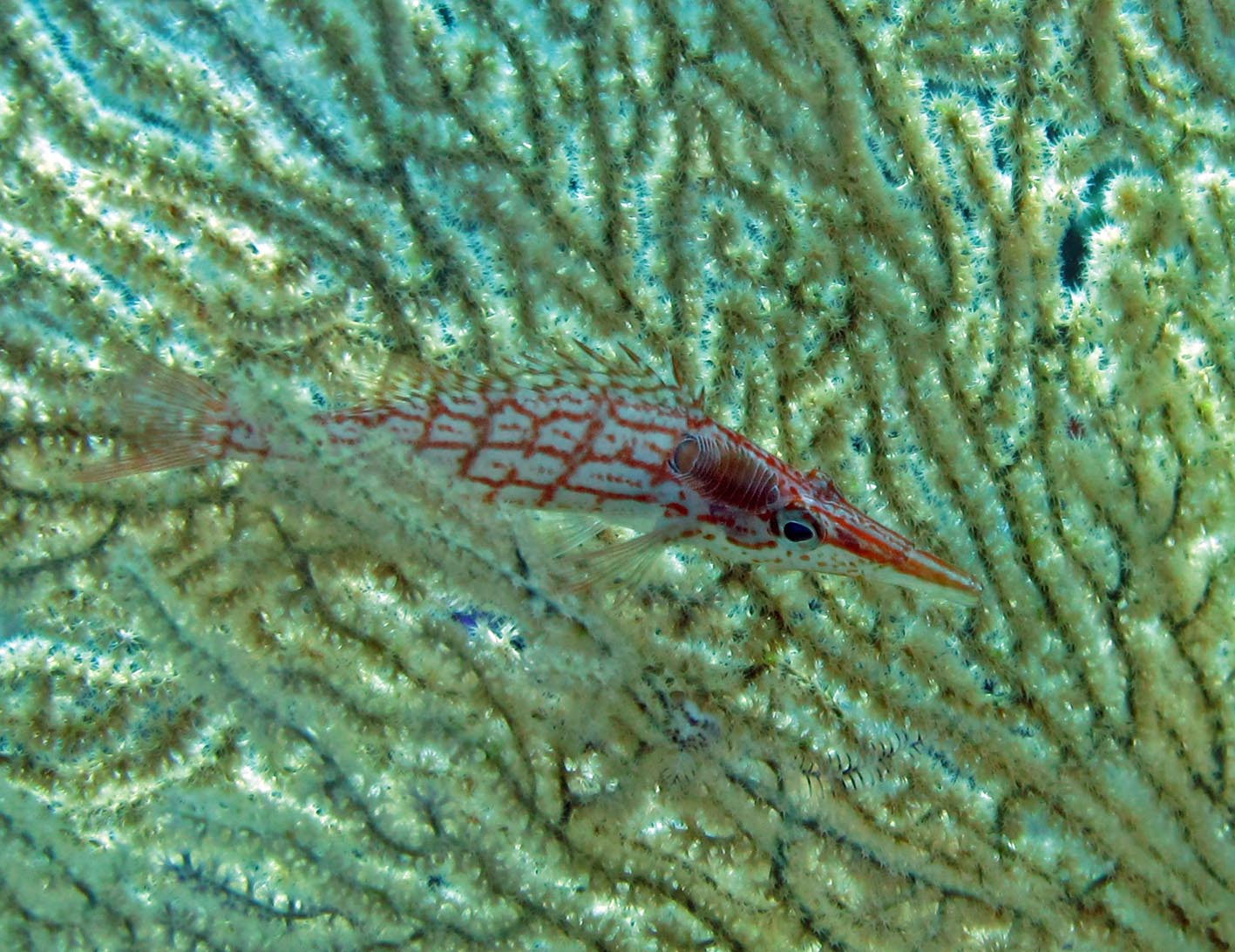
Ejemplar con un parásito en Raja Ampat, Indonesia.